# Salvador Punsola Massa
Salvador Punsola Massa (1951) dirigent esportiu d'entitats relacionades amb les activitats subaquàtiques, és president de la Federació Catalana d'Activitats Subaquàtiques.
També ha estat president de la Societat de Pesca i Activitats Subaquàtiques (SPAS) de Mataró, una de les entitats més veteranes i actives de Catalunya en què els seus bussejadors participen voluntàriament i activament en el seguiment i el manteniment de l'alguer creat davant de la costa de la capital del Maresme. Va ser elegit president de la Federació Catalana d'Activitats Subaquàtiques el 2006. El 2008 la seu federativa es va traslladar al recinte del Fòrum de Barcelona i el 2010 es va inaugurar una delegació de submarinisme d'alta muntanya a Tremp.